# Cotentin
Der Cotentin ist eine französische Halbinsel am Ärmelkanal. Sie liegt im Département Manche in der Region Normandie.

## Toponymie
Die Halbinsel wurde nach dem Ort Coutances benannt.

## Geographie
Der Cotentin gehört größtenteils zum Département Manche, im Osten auch zum Département Calvados. Im Süden grenzt die Halbinsel an die Landschaft Avranchin rund um die Stadt Avranches, im Osten an das Bessin.
Die größte Stadt auf dem Cotentin ist Cherbourg-en-Cotentin. Zu den weiteren Orten auf dem Cotentin gehören Coutances, Barfleur, Saint-Lô, Bricquebec, Granville, Barneville-Carteret, Carentan und Valognes.
Der Cotentin besteht aus den Naturräumen:
- La Hague
- Val de Saire
- Côte des Isles
- Plain
- Sümpfe von Carentan (z. B. Bauptois), heute: Regionaler Naturpark Marais du Cotentin et du Bessin

Früher war die Halbinsel Cotentin fast eine Insel. Nur ein schmaler Landstreifen bei den Lessayer Heiden verband den Cotentin mit dem Festland. Dank den sogenannten portes à flot, die bei Flut schließen und bei Ebbe öffnen und die an der Baie des Veys, aber auch an der Westküste (z. B. in Portbail) gebaut wurden, ist der Cotentin zu einer Halbinsel geworden.

### Verkehrsanbindung
Der Cotentin ist über die RN13 erreichbar.
Mit den Bahnstrecken Paris-Saint-Lazare–Caen–Cherbourg und Paris-Montparnasse–Argentan–Granville ist der Cotentin an das Eisenbahnnetz angebunden. Die Bahnstrecke Lison–Lamballe verbindet Caen mit Rennes und somit die Normandie mit der Bretagne. Entlang der Küste verkehrt auf einer kurzen Strecke in den Sommermonaten die Museumsbahn Train Touristique du Cotentin.
Seewege: zur Reede von Cherbourg

### Geologie

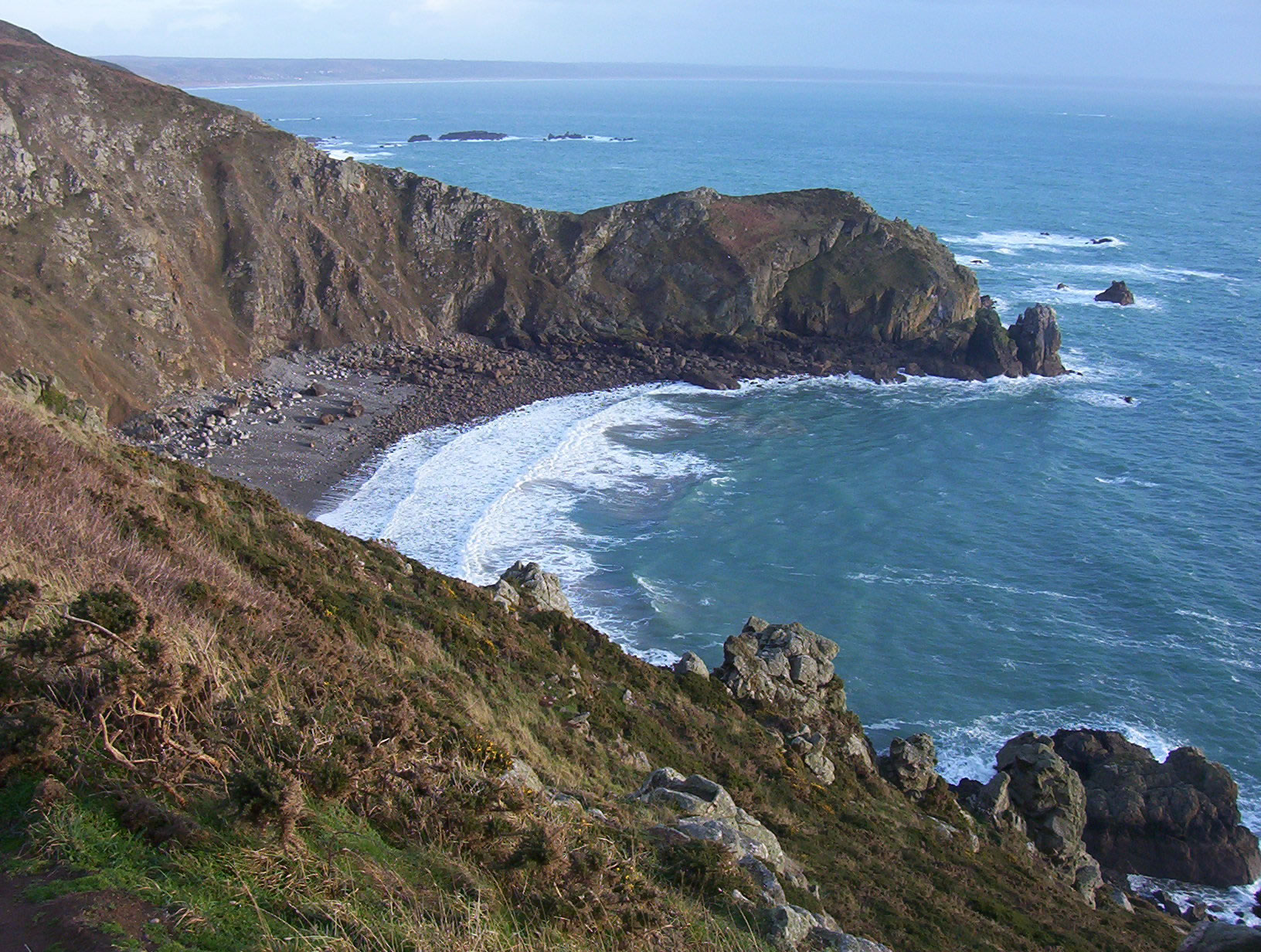
Kap von Jobourg in La Hague, wo die ältesten Gesteine Frankreichs zum Aufschluss kommen.

Geologisch gehört die Halbinsel Cotentin hauptsächlich zum armorikanischen Massiv (außer dem Plain, das zum Pariser Becken gehört) und gleicht landschaftlich eher der Bretagne als dem östlichen Teil der Normandie. Im Plain überwiegt tonhaltiger Kalkstein aus dem Sinemurium.
In Jobourg kommen die ältesten Gesteine Frankreichs zum Aufschluss. An der Küste kommen Granite zum Aufschluss, und zwar cadomische Granite in Auderville und variszische Granite in Flamanville einerseits und in Fermanville und Barfleur andererseits. Im Cotentin entsprechen die Landspitzen den härteren Gesteinen (Granit, Gneis und Sandstein). Da, wo die weicheren Gesteine liegen, sind Buchten zu finden:
- Pointe de Barfleur
- Kap von la Hague
- Kap von Jobourg
- Kap von Flamanville
- Kap von Carteret
- Kap von Granville

Zwischen dem Kap von Carteret und dem Kap von Granville liegt die Côte des Havres. Im Nordwesten erstrecken sich zwei Dünenmassive: eines zwischen Siouville-Hague und Vauville, und eines nördlich von Carteret in Les Moitiers-d’Allonne. Im Osten liegt die Baie de Seine, mit der Baie des Veys im Südosten.

## Energie
Bekannt sind die atomare Wiederaufarbeitungsanlage La Hague mit dem angrenzenden Lager Centre de Stockage de la Manche und das Kernkraftwerk Flamanville. Zwei große Umspannwerke wurden in L’Étang-Bertrand und Tollevast gebaut.
In der Anlage zur Müllbehandlung von Éroudeville wird Biogas erzeugt.
Es gibt Windparks in Baudreville, Clitourps, Sortosville-en-Beaumont, Saint-Jacques-de-Néhou und Auvers-Méautis. Die Gezeitenkraft lässt sich in der Straße von Alderney, genauso wie im Raz de Barfleur am Pointe de Barfleur, erschließen.
Im Rahmen der Entwicklung der erneuerbaren Energien, vor allem der Gezeitenkraft, ist eine HGÜ-Verbindung zwischen England und L’Étang-Bertrand geplant, die in Siouville-Hague landen könnte.

## Geschichte
Im Jahr 867 trat Karl der Kahle durch den Vertrag von Compiègne den Cotentin zusammen mit dem Avranchin an Salaün, König der Bretagne, ab. Kurz darauf jedoch fielen norwegische Wikinger ein und ließen sich nieder, während sich in der benachbarten Normandie dänische Wikinger ansiedelten. 933 wurde Cotentin mit dem Herzogtum der Normandie Wilhelms I. wiedervereinigt. Aufgrund des skandinavischen Einflusses auf die Toponymie (und in einem geringeren Maß Patronymie) in der Normandie, und insbesondere im Cotentin haben im Juni 2015 britische Forscher Hunderten Einwohnern der Halbinsel Cotentin Blut abgenommen, um die skandinavische Ansiedlung in der Normandie zu untersuchen. 2016 sollten die Ergebnisse bekannt sein.

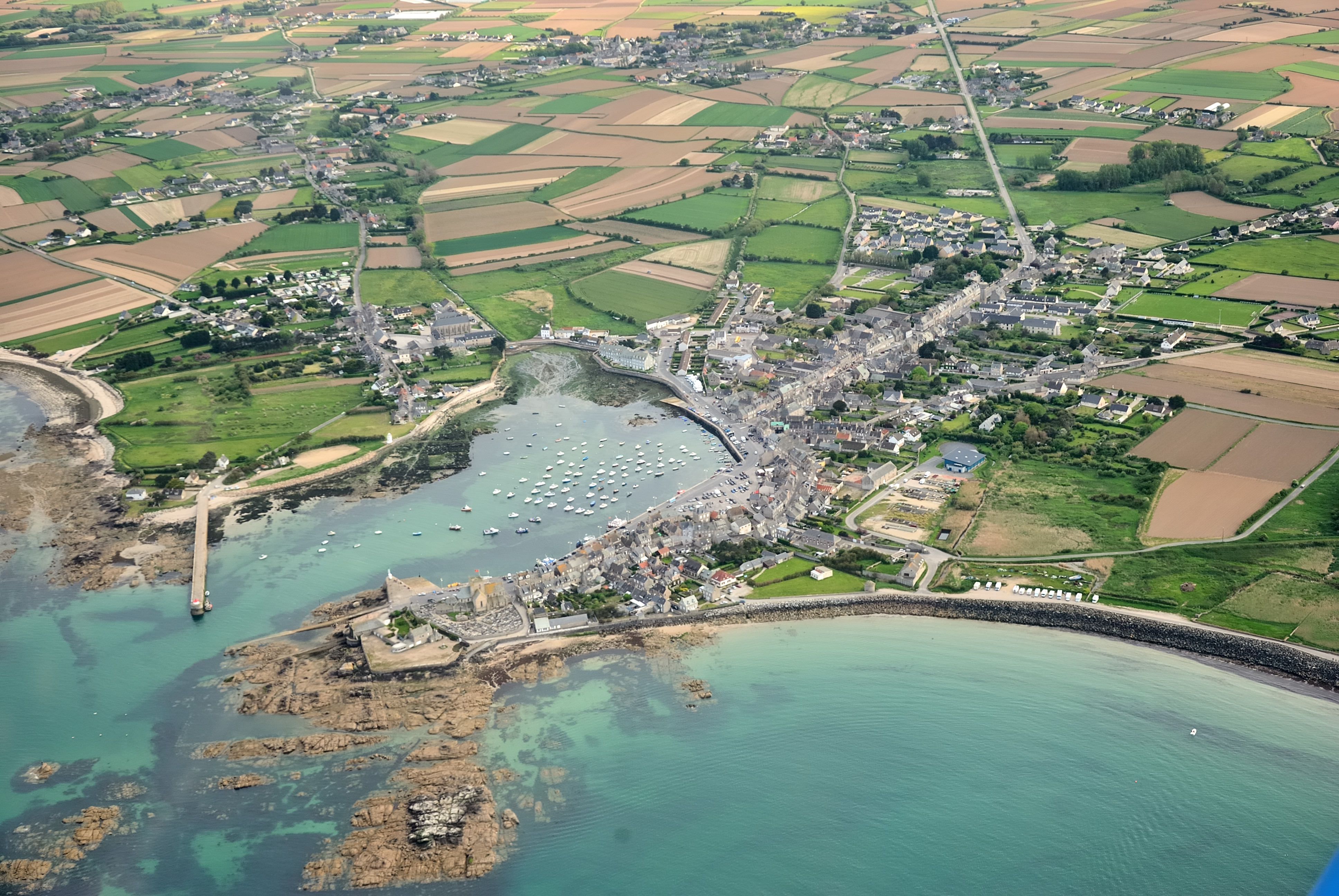
Der Hafen von Barfleur war der Lieblingshafen der anglo-normannischen Könige

Als sich im Jahre 1047 der damals 19-jährige Herzog Wilhelm in Valognes aufhielt, wurde er vor einer Verschwörung der Ritter der Westnormandie gewarnt, die seine Herrschaft nicht anerkennen wollten. Er floh in Richtung Südosten und überquerte in der Nacht das Baie des Veys. Aus Angst, erkannt zu werden, mied er die Städte. Er kam in die Gegend von Bayeux an, wo er von einem treuen Ritter empfangen und von dessen Söhnen bis nach Falaise geführt wurde. Er bat den französischen König Heinrich I. um Hilfe. Gemeinsam mit dem französischen Heer gewann er die Schlacht von Val-ès-Dunes, in der Nähe von Caen.
Trotzdem gelang es einem normannischen Ritter aus dem Cotentin, den französischen König mit seiner Lanze vom Pferd zu stoßen. Der König kam glimpflich davon. Dadurch entstand ein Sprichwort, das lange mit Stolz zwischen Coutances und Cherbourg benutzt wurde: (afr. De Cotentin issit la lance qui abattit le roi de France. Aus dem Cotentin kam die Lanze, die den französischen König umwarf).
In Brix wurde Robert (oder Adam) de Bruis, ein normannischer Ritter, der zusammen mit Wilhelm dem Eroberer nach England gezogen ist, geboren. Er wurde Ahnherr des Clans Bruce, der in Schottland zwei Könige stellte. Tankred von Hauteville aus Hauteville-la-Guichard gründete ein Königreich in Süditalien.
Der Hundertjährige Krieg fing am 12. Juli 1346 mit der Landung einer Invasionsarmee des englischen Königs Eduard III. von 15.000 Mann in der Bucht von Saint-Vaast-la-Hougue an. Beiläufig sind die von Vauban erbauten Festungen von Saint-Vaast seit Juli 2008 in die Liste der UNESCO-Welterbe aufgenommen worden.
Im Osten der Halbinsel beginnen die Invasionsstrände des Zweiten Weltkriegs mit Utah Beach bei Carentan. In Sainte-Mère-Église fand der Fallschirmabsprung statt. An den Oststränden der Halbinsel begann am 6. Juni 1944, dem D-Day, die alliierte Invasion in der Normandie.

## Kultur

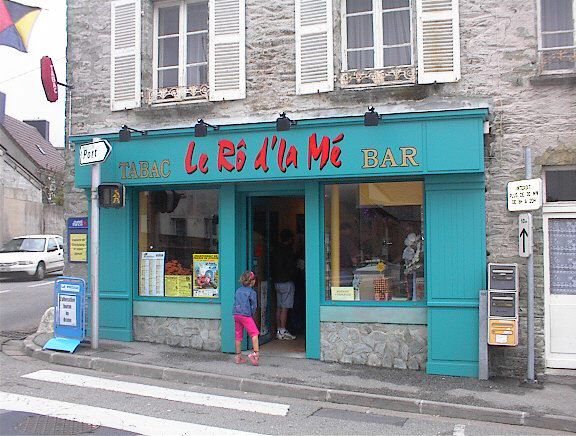
Ein Café neben Cherbourg: Le Rô d'la Mé (nrm.: Geräusch der brechenden Wellen).

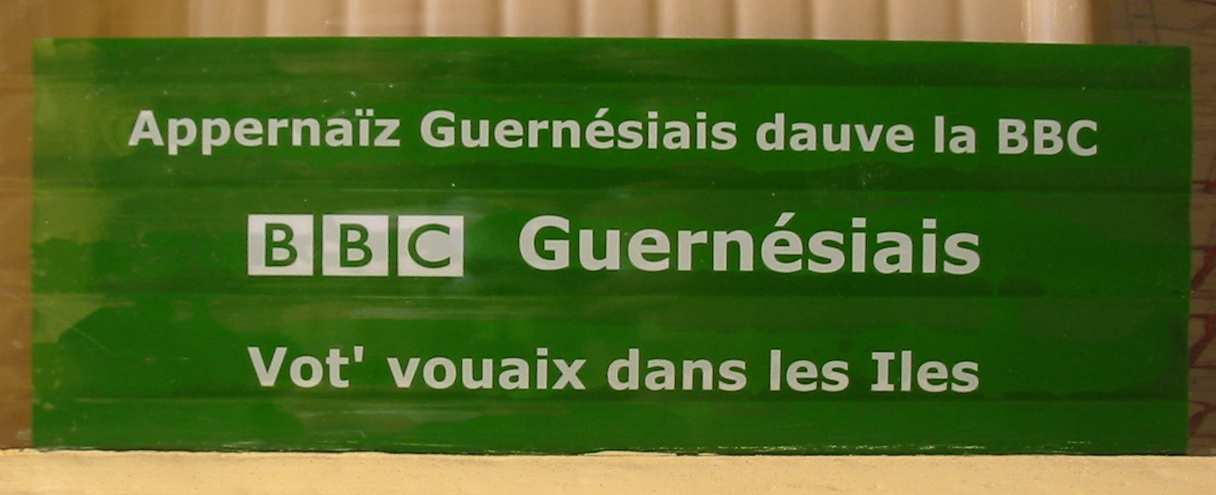
Guernésiais BBC Aufkleber Lernen Sie Guernésiais mit dem BBC.

Das Cotentin liegt nördlich der Joret-Linie, die die nördlichen Bereiche der Langues d’oïl (praktisch normannisch und pikard) von den südlichen Bereichen der Langues d’oïl trennt.
Aufgrund seiner Abgelegenheit hat das Cotentin gewusst, seine Kultur beizubehalten. Die normannische Sprache gilt im Rest der Normandie als ausgestorben, nur im Cotentin überlebt sie noch. In einem stark zentralisierten Staat wie Frankreich ist das Cotentinais (normannische Sprache im Cotentin) auch vom Aussterben bedroht. Die Sprache in Jersey heißt Jèrriais und in Guernsey handelt es sich um Guernésiais. Das Auregnais in Alderney ist seit langem ausgestorben. Die drei Dialekte sind sehr eng miteinander verwandt. Jerriais und Guernésiais konnten länger überleben, da Jersey und Guernsey eine größere Selbstständigkeit genießen.

## Kanalinseln

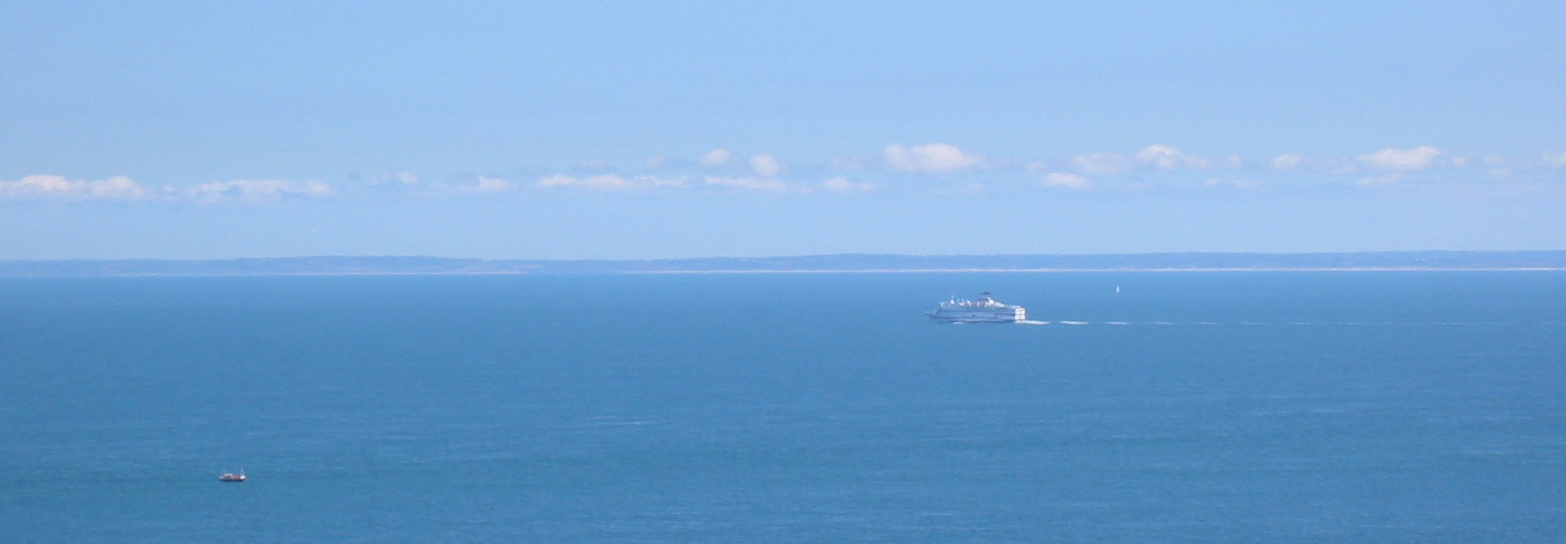
Der Cotentin von Jersey aus gesehen

Westlich der Halbinsel, jenseits der Passage de la Déroute, liegen die zur britischen Krone gehörenden Kanalinseln Alderney, Guernsey, Sark, Jersey sowie weitere kleinere Inseln. Alderney ist nur 15 Kilometer von der Festlandküste entfernt. Die kleinen Inseln Minquiers und Ecréhous sind nur 10 km von Barneville-Carteret entfernt, aber britisch. Die Îles Saint-Marcouf und Tatihou im Osten, Île Pelée im Norden, und die zu Granville gehörenden Îles Chausey sind allerdings französisch.